# Inscription sur liste grise
L’inscription sur liste grise (le terme anglophone de greylisting est parfois utilisé) est une technique de lutte anti-spam très simple qui consiste à rejeter temporairement un message électronique, par émission d’un code de refus temporaire au serveur informatique émetteur (MTA). Dans la majorité des cas, les serveurs émetteurs réexpédient le courriel après quelques minutes. La plupart des serveurs émettant des spams ne prennent pas cette peine. Au surplus, s'ils le font, cela aura laissé le temps aux logiciels piégeurs de spam de les inscrire sur des listes noires de spammeurs.

## Fonctionnement
Pour chaque courriel reçu, on crée un triplet identifié par l’adresse IP du serveur émetteur, l’adresse courriel de l’expéditeur et l’adresse courriel du destinataire.
Si le triplet n'est pas sur la liste de confiance (liste blanche), le serveur de messagerie renvoie un code 4xx (refus temporaire) au serveur SMTP distant. Si ce serveur est un véritable serveur SMTP, le courriel sera réexpédié ultérieurement. Si le triplet réapparaît après un certain temps (paramétrable, prévoir entre 15 minutes et une demi-heure) le message est accepté et le triplet ajouté à une liste de confiance.
Dans le cas où le courriel est réexpédié avant ce délai, il est à nouveau temporairement refusé. Après un certain délai (4 ou 5 heures), les triplets de la liste grise sont supprimés. De plus, une réinitialisation des listes de confiance est recommandée périodiquement (entre une semaine et un mois).

## Conséquences pratiques
Le courriel émis par un nouveau correspondant est bloqué un certain temps, dépendant du paramétrage du logiciel de l’émetteur du courriel (très exactement du MTA).
Le renvoi du courriel quelques minutes après peut accélérer la livraison, en contournant un MTA particulièrement flegmatique.
Dans certains cas, le MTA peut incorrectement interpréter le code d'erreur (4XX) comme étant un code d'erreur final (5XX) et ne pas renvoyer le courriel.

## Implémentation
Il est implémenté sur les serveurs de messagerie les plus courants et utilisé directement dans certaines solutions anti-spam comme Altospam.